# Шарапово (Шараповское сельское поселение)
Шарапово — деревня в Западнодвинском районе Тверской области. Входит в состав Шараповского сельского поселения.

## История

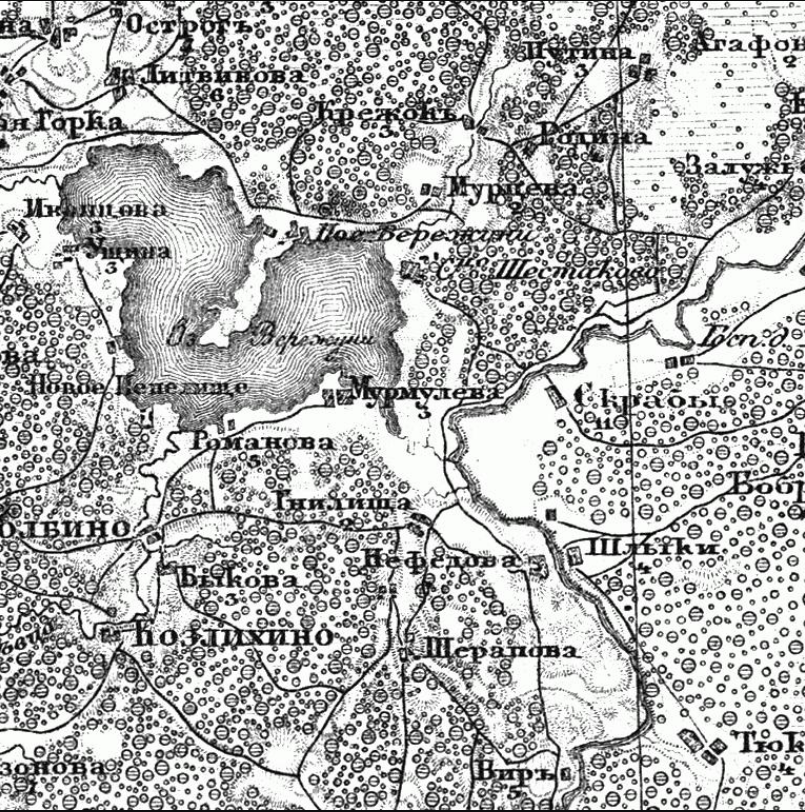
Фрагмент карты XIX века. Деревня Шерапова — внизу карты

На топографической карте Фёдора Шуберта 1867—1901 годов обозначена деревня Шерапова.
В списке населённых мест Псковской губернии за 1885 год значится деревня Шарапово (№ 12708). Старинская волость Торопецкого уезда. 5 дворов и 30 жителей.
По состоянию на 1997 год в деревне имелось 118 хозяйств и проживало 306 человек. Находилась администрация сельского округа, отделение связи, неполная средняя школа, ДК, библиотека, детский сад, медпункт, магазины. До 2005 года деревня являлась центром ныне упразднённого Шараповского сельского округа. В 2005 году вошло в состав Шараповского сельского поселения.

## География
Деревня расположена в 13 км (по автодороге — 15 км) к юго-западу от районного центра Западная Двина. В 1 километре к востоку от деревни протекает река Западная Двина.
Часовой пояс
Деревня Шарапово находится в часовой зоне МСК (московское время). Смещение применяемого времени относительно UTC составляет +3:00.

## Население
| 2010 |
| ---- |
| 178  |

## Достопримечательности
- Вблизи Шарапово расположен археологический комплекс: 3 стоянки (конец 3 тыс. до нашей эры), 2 селища (1 тыс. до нашей эры)[4].